# Rousettus amplexicaudatus
Rousettus amplexicaudatus — вид рукокрилих, родини Криланових.

## Опис
Мають коричневі або сіро-коричневі тіла, їх голови, як правило, темніші, ніж їх нижні частини. Шерсть коротка, з довшими, іноді жовтими волосками навколо шиї й підборіддя, що найчастіше зустрічається у самців. Самці цього виду значно більші, ніж самиці. Довжина передпліччя від 82.22 до 86.76 мм, довжина тіла в межах від 78 до 87 мм.

## Поширення
Країни поширення: Бруней-Даруссалам, Камбоджа, Китай, Індонезія, Лаос, Малайзія, М'янма, Папуа Нова Гвінея, Філіппіни, Сінгапур, Соломонові Острови, Таїланд, Східний Тимор, В'єтнам. Вид був записаний від рівня моря до 2200 м над рівнем моря. Його можна знайти в різних типах місць проживання, у тому числі вторинних лісах, сільськогосподарських угіддях, фруктових садах і узліссях. Він присутній, але менш поширений в первинних вологих тропічних лісах. 

## Поведінка
Це колоніальний, печерний вид, який утворює колонії з кількох тисяч тварин. Вони можуть подорожувати на великі відстані щоночі (до 25 км), в пошуках плодів. R. amplexicaudatus споживають нектар і пилок. Коли сезон, ці кажани також харчуються м'якими стиглими фруктами. Rousettus — єдиний рід криланових Старого Світу з ехолокацією. 
Вид народжує дітей два рази в рік, вони розмножуються в період з грудня по січень, а також у травні й червні. Перше дітонародження охоплює березень і квітень; другий період пологів — у серпні й вересні. Період вагітності становить 150 днів, лактація — 60 днів.

## Загрози та охорона
Найбільша загроза для них виходить від людей, це руйнування печер за рахунок туризму і освоєння земель, на них також полюють на їжу. Він присутній в ряді природоохоронних територій.